# Gleichgewicht des Schreckens (Spiel)
Gleichgewicht des Schreckens ist ein Strategiespiel für zwei Spieler, das 2005 im amerikanischen Original als Twilight Struggle von GMT Games veröffentlicht wurde. Es handelt sich dabei um ein kartenbasiertes Brettspiel, das den Kalten Krieg zum Thema hat. 2006 wurde das Spiel beim International Gamers Award sowohl als bestes Zweispieler-Strategiespiel wie auch als bestes historisches Strategiespiel ausgezeichnet.
Die deutschsprachige Version erschien 2011 beim Udo Grebe Gamedesign Verlag. Außerdem gibt es eine englischsprachige App von Playdek, mit der das Spiel auch online gespielt werden kann.

## Titel
Sowohl der englische Originaltitel wie auch der Titel der deutschen Ausgabe beziehen sich auf die Antrittsrede von John F. Kennedy. Dort heißt es an einer Stelle:

“Now the trumpet summons us again, not as a call to bear arms, though arms we need; not as a call to battle, though embattled we are – but a call to bear the burden of a long twilight struggle …”

„Und wieder ruft uns jetzt das Trompetensignal – es ruft nicht zu den Waffen, obwohl wir Waffen brauchen – es ruft nicht zur Schlacht, obwohl wir zur Schlacht gerüstet sind – sondern es ruft, die Bürde eines langen Kampfes in der Dämmerung auf uns zu nehmen, …“

An anderer Stelle sagte er:

“But neither can two great and powerful groups of nations take comfort from our present course--both sides overburdened by the cost of modern weapons, both rightly alarmed by the steady spread of the deadly atom, yet both racing to alter that uncertain balance of terror that stays the hand of mankind's final war.”

„Allerdings kann keine beide großen und mächtigen Nationengruppen aus unserer derzeitigen Politik Trost schöpfen – beide sind von den Kosten moderner Waffen überlastet, beide sind zu Recht tief beunruhigt über die stetige Ausbreitung des todbringenden Atoms, und dennoch wetteifern beide darum, das fragile Gleichgewicht des Schreckens zu verschieben, das uns vor jenem unwiderruflich letzten Krieg der Menschheit bewahrt.“

Zugleich steht „Gleichgewicht des Schreckens“ für eine Strategiedoktrin des Kalten Krieges.

## Spielprinzip
Das Spielszenario ist der Kalte Krieg von 1945 bis 1989. Jeder der beiden Spieler schlüpft in die Rolle einer Supermacht. Das Spielbrett stellt eine Weltkarte dar mit Feldern für die wichtigsten Länder. Die Welt ist in sechs Regionen unterteilt: Europa, Asien, Naher Osten, Mittelamerika, Südamerika und Afrika. Beide Spieler üben am Anfang des Spieles bereits eine gewisse Macht auf verschiedene Länder aus, was durch so genannte „Einflusspunkte“ ausgedrückt wird, die als blaue bzw. rote Pappmarker auf die Felder der Länder gelegt werden. Im Verlauf des Spieles kann sich dieser Einfluss noch weiter ausweiten.
Das Spiel gliedert sich in maximal 10 Spielrunden. Jede Runde beginnt mit der so genannten „Schlagzeilenphase“, in der beide Spieler jeweils eine Aktionskarte verdeckt und gleichzeitig ausspielen. Danach spielen die beiden Spieler abwechselnd sechs bis sieben Aktionskarten aus. Am Ende der Runde werden die Handkarten wieder ergänzt. Jede Karte symbolisiert dabei ein bestimmtes historisches Ereignis, das den USA oder der UdSSR zugeordnet ist. In der Schlagzeilenphase wird das aufgedruckte Ereignis ausgeführt. In den Aktionsrunden kann der Spieler bei eigenen Karten entscheiden, ob er das Ereignis für sich ausführt, oder ob er die angegebene Anzahl von Aktionspunkten nutzt. Aktionspunkte können auf drei verschiedene Weisen genutzt werden: Sie können erstens direkt als Einflusspunkte in Ländern hinzugefügt werden. Zweitens können sie für einen Putschversuch eingesetzt werden, der im Falle des Gelingens gegnerischen Einfluss aus einem Land entfernt und eventuell eigenen Einfluss hinzufügt. Schließlich können Einflusspunkte genutzt werden, um so genannte „Neuordnungswürfe“ durchzuführen. Dadurch kann der gegnerische Einfluss reduziert werden. Handelt es sich um eine gegnerische Karte, so hat der Spieler nicht die Wahl: Das Ereignis, das in diesem Falle in der Regel negative Auswirkungen für ihn hat, wird in jedem Falle ausgeführt. Trotzdem darf er die Aktionspunkte nutzen. Eine weitere Möglichkeit besteht darin eine Karte pro Runde für das „Weltraumrennen“ zu verwenden. Diese Karte wird dann weder für Aktionspunkte noch als Ereigniskarte genutzt. Neben diesen Karten gibt es Wertungskarten für jede Region auf dem Spielbrett. Wird eine Wertungskarte gespielt, so berechnen beide Spieler, wie stark ihr Einfluss in der betreffenden Region ist. Der Spieler, der den stärkeren Einfluss ausübt, bekommt eine gewisse Zahl an Siegpunkten gutgeschrieben.
Putschversuche und manche Karten beeinflussen den DEFCON-Marker, der sich bei Spielbeginn noch auf dem Wert 5 befindet. Durch die Höhe des DEFCON-Wertes wird unter anderem bestimmt, in welchen Regionen der Welt Putschversuche und Neuordnungswürfe erlaubt sind. Sinkt der DEFCON-Wert auf 1, bedeutet dies, dass ein Thermonuklearer Krieg ausgelöst wurde. Das Spiel endet dann sofort.
Es gibt verschiedene Siegbedingungen:
- Wenn DEFCON auf 1 sinkt, verliert der Spieler, in dessen Aktionsrunde dies geschieht.
- Wenn zu irgendeinem Zeitpunkt die Region Europa ausgewertet wird und ein Spieler in diesem Moment die vollständige Kontrolle über diese Region innehat, gewinnt er das Spiel.
- Wenn ein Spieler am Ende einer Runde noch eine Wertungskarte auf der Hand hält, verliert er das Spiel.
- Wenn ein Spieler im Verlaufe des Spiels 20 Siegpunkte erreicht, gewinnt er sofort.
- Die Karte „Kriegsspiele“ beendet unter bestimmten Voraussetzungen das Spiel. Es gewinnt der aktive Spieler, falls er nach Abzug von 6 Siegpunkten mehr Siegpunkte als sein Gegner hat.
- Wenn keine der bisher genannten Siegbedingungen eintritt, kommt es am Ende des Spiels (nach der 10. Spielrunde) noch zu einer Abschlusswertung, in der alle Regionen ausgewertet werden. Es gewinnt dann der Spieler, der insgesamt mehr Siegpunkte erreicht.

## Besonderheiten
Das Spiel ist bisher (Stand: Mai 2017) in 12 verschiedenen Sprachversionen erschienen: Englisch (2005), Chinesisch (2009), Ungarisch (2010), Polnisch (2011), Italienisch (2011), Spanisch (2012), Deutsch (2012), Französisch (2012), Tschechisch (2012), Koreanisch (2016), Japanisch (2016), Portugiesisch (2016).
Gleichgewicht des Schreckens bzw. Twilight Struggle verfügt über einen Turniermodus. Dadurch kann das Spiel nicht nur zum reinen Vergnügen, sondern auch im sportlichen Wettbewerb gespielt werden. Seit 2013 wird jährlich eine Online-Weltmeisterschaft ausgetragen.

## Auszeichnungen
- 2006: International Gamers Award: bestes Zweispieler-Strategiespiel, bestes historisches Strategiespiel[6]